# Reggiano bianco spumante
Il Reggiano bianco spumante è un vino DOC la cui produzione è consentita nella provincia di Reggio Emilia.

## Caratteristiche organolettiche
- colore: bianco con leggera tendenza al paglierino - spuma fine e persistente
- odore: caratteristico, fruttato, floreale
- sapore: sapido, fresco, armonico, vellutato, morbido

## Produzione
Provincia, stagione, volume in ettolitri
- nessun dato disponibile